# Viti Levu
Viti Levu là đảo lớn nhất của Cộng hòa Fiji, trên đảo có thủ đô Suva. Viti Levu là nơi sính sống của 70% cư dân toàn quốc (khoảng 600.000 người) và là trung tâm của toàn bộ quần đảo Fiji. Đảo dài 146 km và rộng 106 km, tổng diện tích là 10.389 km², tương đương với đảo Hawaii Lớn của Hoa Kỳ.
Viti Levu được cho là có người định cư trước đảo Vanua Levu. Theo truyền thuyết truyền khẩu, các cư dân người Melanesia đầu tiên đặt chân lên Vuda Point và lập ra Viseisei, được cho là điểm dân cư cổ nhất tại Fiji, song các nhà khảo cổ học bác bỏ điều này.
Các nhà địa chất học cho rằng Viti Levu từng bị chìm một số lần, rồi lại được dung nham và các vật chất khác của núi lửa bao trùn lên. Động đất và các vụ phun trào núi lửa là nguyên nhân khiến địa hình trên đảo hơi gồ ghề, một dãy núi theo chiều bắc-nam chia đảo gần như thành hai nửa bằng nhau. Phần phía đông của đảo có lượng mưa lớn hơn, còn phần phía tây thì khô hơn đáng kể. Đảo là nơi sinh sống duy nhất của gián sừng dài khổng lồ Fiji (Xixuthrus heros), một trong những loài côn trùng lớn nhất thế giới.
Cùng với đó, sản xuất mía phát triển mạnh ở phía tây, còn ngành sản xuất sữa đáng được xây dựng ở phía đông. Yaqara là trại gia súc lớn nhất Fiji với 7000 đầu gia súc và có diện tích 70 km², nằm giữa Tavua và Rakiraki. Phần trung tâm của đảo là rừng và có đỉnh núi cao nhất quốc gia là Tomanivi với cao độ 1.324 mét.
Viti Levu có thành phố thủ đô Suva, các đô thị quan trọng khác đều nằm dọc theo bờ biển, gồm Ba, Lautoka, Nadi, Nausori, Rakiraki, và Sigatoka. Một tuyến đường lớn được xây dựng vùng quanh chu vi của đảo Viti Levu.
8 trong số 14 tỉnh của Fiji nằm trên đảo Viti Levu. Các tỉnh Ba, Nadroga-Navosa, và Ra tạo thành Khu vực Tây, còn Naitasiri, Namosi, Rewa, Serua, và Tailevu tạo thành Khu vực Trung tâm.
Phía tây đảo là nơi tập trung cao độ người Fiji gốc Ấn, tổ tiên của họ hầu hết là các công nhân giao kèo đến từ Ấn Độ từ năm 1879 đến năm 1916, người Fiji bản địa tập trung cao độ ở các khu vực nông thôn phía đông đảo.